# Between 1&2
Between 1&2 (stilizzato come BETW9EN 1&2) è il dodicesimo EP del girl group sudcoreano Twice, pubblicato il 26 agosto 2022.

## Tracce
1. Talk That Talk – 2:57
2. Queen of Hearts – 3:06
3. Basics – 2:56
4. Trouble – 3:35
5. Brave – 3:09
6. Gone – 3:15
7. When We Were Kids – 3:09

## Classifiche

### Classifiche settimanali
| Classifica (2022) | Posizione raggiunta |
| ----------------- | ------------------- |
| Belgio (Fiandre)  | 36                  |
| Belgio (Vallonia) | 141                 |
| Canada            | 40                  |
| Corea del Sud     | 2                   |
| Croazia           | 3                   |
| Finlandia         | 6                   |
| Giappone          | 2                   |
| Polonia           | 5                   |
| Stati Uniti       | 3                   |
| Svizzera          | 72                  |
| Ungheria          | 25                  |
| Uruguay           | 3                   |

### Classifiche di fine anno
| Classifica (2022) | Posizione |
| ----------------- | --------- |
| Corea del Sud     | 16        |
| Giappone          | 66        |